# Eddie Niedzwiecki
Eddie Niedzwiecki (Bangor, 3 maggio 1959) è un dirigente sportivo, allenatore di calcio ed ex calciatore gallese, di ruolo portiere.

## Palmarès

### Club

#### Competizioni nazionali
- Coppa del Galles: 1

Wrexham: 1977-1978
- Second Division: 1

Chelsea: 1983-1984
- Full Members Cup: 1

Chelsea: 1985-1986